# L'altra casa
L'altra casa (The Other House) è un romanzo scritto da Henry James e pubblicato nel 1896, dapprima in tre puntate su The Illustrated London News, quindi in volume, presso l'editore Heinemann.
Inizialmente, l'autore desiderava dare forma a un soggetto teatrale, che tuttavia si tradusse invece in un romanzo piuttosto breve e tripartito. Una versione teatrale fu tratta dallo stesso James nel 1908, ma non fu mai rappresentata.
Il libro è stato tradotto in francese e spagnolo, oltre che in italiano, a cura e nella traduzione di Agostino Lombardo.

## Trama
La vicenda si svolge in tre ambienti: la biblioteca di una casa, la hall della casa vicina, il giardino che sta tra le due case. Le due proprietà, site nella campagna inglese, sono separate anche da un piccolo corso d'acqua e unite da un ponticello.
Julia Bream, moglie di Tony Bream, ha da poco messo al mondo una bimba chiamata Effie. Improvvisamente le sue condizioni peggiorano e, in vista di un trapasso che Julia sente, ella fa giurare al marito che non riprenderà moglie finché la loro bambina sarà in vita. Accanto a Julia sta una cugina, Rose Armiger, di qualche anno maggiore e che ha condiviso con lei l'adolescenza priva di affetti. Rose comprende la cugina, ma non può approvare che le si faccia una promessa così gravosa; tuttavia il dottor ramage è di diverso parere. Così Tony promette, alla presenza della vicina e amica Mrs. Beever. Poco dopo Julia muore.
Passano quattro anni. La bambina viene cresciuta con troppe apprensioni. Tony è vincolato dalla parola data, ma è innamorato di Jean Martle, giovane parente di Mrs. Beever, e che questa vorrebbe sposata al figlio Paul. Jane ricambia l'amore di Tony, ma lo riversa solo sulla piccola. Rose, al tempo della morte di Julia, aveva rifiutato un pretendente, Dennis Vidal. Anche lei è innamorata di Tony. Di lei invece sono presi sia Vidal, che ritorna con una posizione e spera in un successo, sia Paul Beever, che invece conosce le intenzioni della madre di farlo sposare con Jean. A questa volontà già gravosa per il giovane, si aggiunge l'avversione mostrata da Mrs. Beever per Rose.
Nel giorno del compleanno di Jean, che è lo stesso giorno della piccola Effie, c'è un andirivieni tra le due case e si susseguono molti colloqui piuttosto crudeli tra queste persone che a parole si dichiarano amiche, ma hanno invece interessi contrastanti e tenaci. In un momento di confusione, la bimba viene persa di vista. Le ricerche sono disordinate, finché il dottor Ramage non trova, quasi per caso, la bimba annegata sotto il ponticello che sta tra le due proprietà. Il dottore sospetta di rose e di Tony, ma, nel confronto, Rose condiziona Tony così che questi si dichiara colpevole, senza neppur sapere ancora cosa sia successo.
La verità però non tarda a rivelarsi. Vidal fornisce una testimonianza secondo cui Jean, che Rose ha tentato di incriminare, è invece rimasta con lui. Materialmente il delitto è opera di Rose, che sperava di affossare l'avversaria, ma, a causa della folle promessa fatta anni prima da Tony, anche lui e Jean avevano un forte interesse alla scomparsa della bambina. Quanto al dottore, non vuole scandali, sempre per proteggere i suoi amici Tony e Jean. Schiacciati dal senso di colpa i due giurano che non si sposeranno mai, ma già Tony agisce in modo da stornare qualsiasi sospetto. Vidal accetta di portare via Rose, con il proposito di diffondere la voce di un loro matrimonio. Il giovane ha il cuore spezzato perché la donna che ama si è spinta ad uccidere per un altro. Anche Paul prova gli stessi sentimenti di Vidal: tuttavia riesce a dire un'importante verità a Tony, cioè che Tony piace alla gente e le cose gli andranno sempre bene. Con queste amare parole, Paul sigla l'ingiustizia per cui una bambina ha dovuto morire, a causa di adulti accecati da passioni ambigue e smodate.

## Edizioni in italiano
- H.James, L'altra casa, a cura di Agostino Lombardo, Editori Riuniti, Roma 1983;
- H.James, L'altra casa, traduzione e cura di Agostino Lombardo, Cooper, Roma 2004;
- H.James, L'altra casa, traduzione e introduzione di Agostino Lombardo, Mondadori, Milano 2010;